# つなこ
つなこ（1986年1月28日 - ）は、日本のゲームクリエイター（グラフィッカー・原画家）・イラストレーター。女性。岡山県出身。株式会社アイディアファクトリーグループに所属していた。『このライトノベルがすごい!2014』でイラストレーター部門第6位を獲得した。

## 人物
2007年頃からアイディアファクトリーグループに所属しており、同社の『スペクトラルジーン』の汎用顔グラフィックや『クロスエッジ』の一部キャラクターデザインを手がけたことを皮切りに、『トリニティ・ユニバース』で本格的なデビューを果たす。また、同社の子会社であるコンパイルハートから発売された『ネプテューヌシリーズ』でブレイクし、現在ではライトノベル『デート・ア・ライブ』のイラスト及びキャラクターデザインを手がけるなど、活躍の幅を広げている。
ポップで愛らしいタッチで魅力的な絵を描くことに定評がある。パンダが好きで、公式ウェブサイト等のアイコンもパンダである。
2018年12月1日、親族の介護を理由にアイデアファクトリーグループを退社し、フリーランスとして活動する事を自身のブログで公表した。

## 作品

### 一般ゲーム
- スペクトラルジーン（汎用顔グラフィック20点）
- スペクトラルフォースジェネシス（一部キャラクターデザイン）
- クロスエッジ（一部キャラクターデザイン、2Dグラフィック）
- トリニティ・ユニバース（キャラクターデザイン、原画）
- ネプテューヌシリーズ（キャラクターデザイン、原画）
  - ブイブイブイテューヌ（キャラクターデザイン原案）
  - 閃乱忍忍忍者大戦ネプテューヌ -少女達の響艶-（ネプテューヌサイドキャラクターデザイン）
  - 超次元ゲイム ネプテューヌ Sisters vs Sisters（キャラクターデザイン原案）
  - 超次元ゲイム ネプテューヌ GameMaker R:Evolution（メインキャラクターデザイン）
  - 爆走次元ネプテューヌ VS 巨神スライヌ（キャラクターデザイン原案）
- デート・ア・ライブ（キャラクターデザイン、原画）
- フェアリーフェンサー エフ、フェアリーフェンサー エフ ADVENT DARK FORCE（キャラクターデザイン、原画）
  - フェアリーフェンサー エフ Refrain Chord（キャラクターデザイン原案）
- 竜星のヴァルニール（一部キャラクターデザイン）
- メガミラクルフォース（一部キャラクターデザイン）
- 絵師神の絆（アトムデザイン）
- Engage Kill（キャラクターデザイン、原画）

### 挿絵
- デート・ア・ライブ
- 超次元ゲイム ネプテューヌ はいすくーる
- 王様のプロポーズ

### 漫画
- 池田書店の東大式麻雀シリーズ
  - マンガでわかる! 東大式麻雀入門
  - マンガでわかる! 東大式麻雀入門 役の覚え方入門
  - マンガでわかる! 東大式麻雀入門 勝つ打ち方入門

### 画集
- つなこ画集 -Conserves-（アスキー・メディアワークス、2016年2月25日発売、ISBN 978-4-04-865803-4）
- デート・ア・ライブ つなこ画集 SPIRIT

### その他
- いるはーと（バーチャルYouTuber、キャラクターデザイン）
- Engage Kiss（アニメ、キャラクターデザイン原案）
- かぎなど（第13話エンドカードイラスト）